# بنية حمض نووي ثانوية

بنية عقدة رنا كاذبة. على سبيل المثال الرنا المكون للتيلوميراز البشري.

بنية الحمض النووي الثانوية (بالإنجليزية: Nucleic acid secondary structure)‏ هي تآثرات الترابط القاعدي داخل مكثور حمض نووي واحد أو مكثورين اثنين. ويمكن أن توصف على أنها قائمة القواعد المترابطة قاعديا في جزيء حمض نووي. تميل البنية الثانوية البيولوجية للدنا والرنا إلى الاختلاف: حيث يتواجد الدنا البيولوجي في أغلب الحالات على شكل لولب مزدوج السلاسل كاملِ الترابط القاعدي، في حين أن الرنا عبارة عن سلسلة واحدة تشكل عادة مركباتٍ وتآثرات قاعدية معقدة بسبب قدرتها العالية لتكوين روابط هيدروجينية النابعة من مجموعة الهيدروكسيل الإضافية في سكر الريبوز.
في سياق غير بيولوجي، البنية الثانوية هي اعتبارٌ أساسي في تصميم الحمض النووي أثناء تصميم هياكل بنيوية من أجل تقنية الدنا النانوية وحوسبة الدنا، وذلك لأن نمط الترابط القاعدي يحدد في النهاية البنية المجملة للجزيئات.